# 索尼克大跳跃
《索尼克大跳跃》（日語：ソニックジャンプ）是世嘉于2012年10月18日发布的一个基于iOS平台的垂直平台游戏，改编自其在2005年早期手机平台的同名游戏。

## 玩法
与传统刺猬索尼克系列游戏采用横向跑动方式通关的玩法不同，《索尼克大跳跃》中，索尼克不再跑动，而是垂直纵向跳过各个踏板。玩家通过向左或向右倾斜iOS设备，来操控索尼克。索尼克在落到踏板后会自动跳跃，并且可通过敲击屏幕使索尼克进行“二段跳”。每一关收集的金环会被累计，累积的金环可用来购买更多的游戏内容，例如道具或更多游戏角色。
游戏有两个游戏模式；“故事模式”，其中关卡地图和终点是预设好的；和“街机模式”，其中的跳板是随机产生的，并且没有终点，目标是尽可能达到更高的高度。

## 开发
这个游戏是2005年的同名索尼克游戏的重制版。原版游戏由世嘉移动为T-Mobile的Sidekick手机开发的，并且仅有6个关卡。世嘉在2012年10月5日首次透露了有关这个新版的索尼克大跳跃的消息。并与在不到两个星期之后的2012年10月18日就发布该游戏。

## 评价
此游戏获得了普遍正面的评价。Pocket Gamer 给出了8/10分的成绩，并称赞其是“...有难度，富有娱乐性垂直平台游戏，其恰倒好处的参考和风格调整使其在同类游戏中表现出众”。
但是，其在2005年的原作获得的正面评价相比此作较少。IGN仅给出了5/10分的成绩，并表示此游戏“不耐玩”，“呆滞”并且“控制反应迟钝，甚至有时不准确”。
此游戏多次被拿来与涂鸦跳跃相比较。